# De upproriska änglarnas fall
De upproriska änglarnas fall är en oljemålning av den flamländske renässanskonstnären Pieter Bruegel den äldre. Den är signerad och daterad 1562. Sedan 1846 ingår tavlan i samlingarna på Kungliga museet för sköna konster i Bryssel. 
De upproriska änglarnas fall skildrar en episod ur Nya testamentet och Uppenbarelseboken där en här av änglar anförda av ärkeängeln Mikael besegrar Djävulen och hans fallna änglar. Mikael avbildas i mitten som en spenslig svärdsbeväpnad riddare i guldfärgad rustning som strider mot Djävulen i form av en drake. 
| ”                                  | Och en strid uppstod i himmelen: Mikael och hans änglar gåvo sig i strid med draken; och draken och hans änglar stridde mot dem, men de förmådde intet mot dem, och i himmelen fanns nu icke mer någon plats för dem. Och den store draken, den gamle ormen, blev nedkastad, han som kallas Djävul och Satan, och som förvillar hela världen; han blev nedkastad till jorden, och hans änglar kastades ned jämte honom. | „ |
| – Uppenbarelseboken kapitel 12:6–9 | |   |

Målningen troddes tidigare vara utförd av Hieronymus Bosch. Men år 1900 hittades signaturen – gömd under ramen – som angav Bruegel som upphovsman. Denne var dock tydligt influerad av Bosch vilken målat samma motiv i Den yttersta domen (vänster panel i en triptyk). 